# ザスタバ・アームズ
ザスタバ・アームズ（セルビア語: Застава оружје, Zastava oružje）は、セルビアの火器と大砲のメーカー。1853年に設立され、最初の大砲を鋳造した。セルビアにおける銃器の主要なメーカーであり、地元の防衛産業に大きく貢献している。カラシニコフ銃の派生型であるツァスタバ M70をはじめ、40カ国以上にさまざまな製品を製造・輸出している。

## 歴史

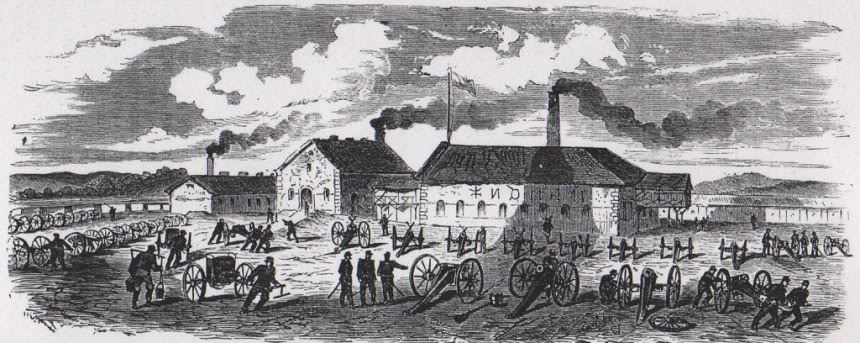
1856年の工場外観

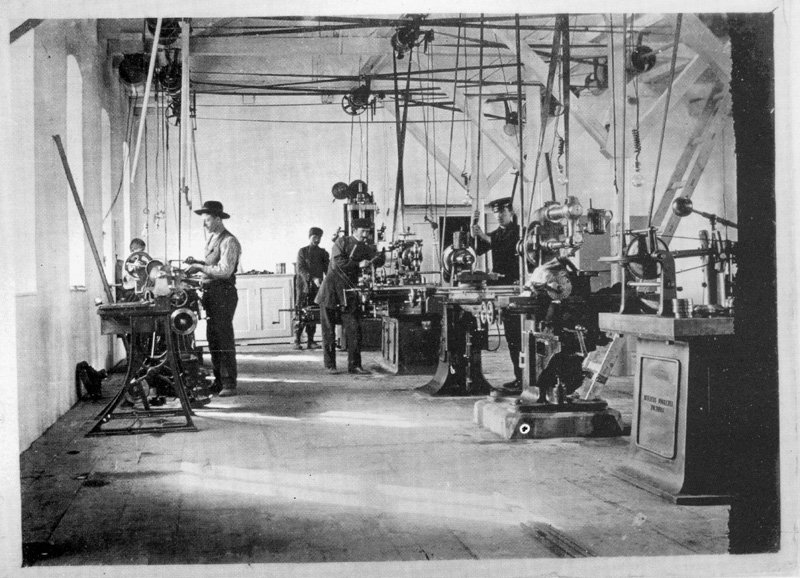
1910年のザスタバの工房

ザスタバの歴史は1853年10月27日に4門の4ポンド砲と2門の榴弾砲を生産したことから始まる。19世紀後半には軍備の近代化に向け製造設備の拡充が行われた。1880年には、旧式化した国産ライフル"Piboduša"に代わり、モーゼルM1871をベースに最初の国産連発ライフル"Mauzer Milovanović M.1880"が作られた。1924年にはベルギーのFNハースタルと契約し、7.92x57mmモーゼル弾を使用するモデル24シリーズを製造した。1936年にはチェコスロバキアのブルーノからZB26軽機関銃の生産ライセンスを取得した。

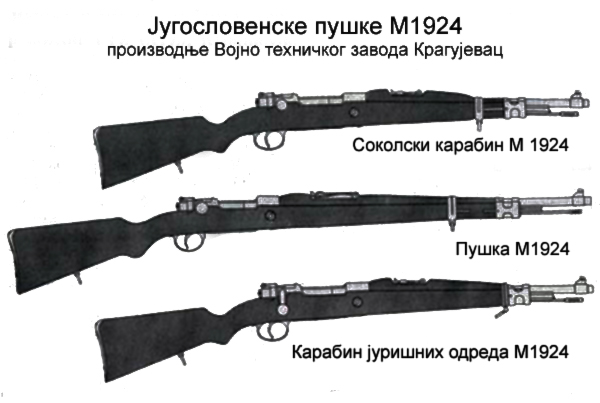
Yugo Mauser モデルM1924

第二次世界大戦では大きな打撃を受けたが、1944年10月21日にクラグイェヴァツが解放されると数カ月のうちに兵器製造工場が修理されて生産が再開された。初の戦後生産ライフルは、FN モデル24をベースにしたツァスタバ M48だった。1954年にザスタバは散弾銃と小口径ライフルの生産を開始し、MG42のユーゴスラビア版であるM53機関銃の生産も開始した。1964年にはSKSのライセンス生産版であるツァスタバ M59/66の生産を開始したほか、カラシニコフ方式の自動小銃の開発を開始した。これは1970年にツァスタバ M70としてユーゴスラビア人民軍に採用された。M70の派生型として、7.62x51mm NATO弾や5.56x45mm NATO弾を使用するタイプも作られた。1980年代には、M84、M86、M87機関銃の工場が操業を開始した。1988年には9x19mmパラベラム弾を使用する小型拳銃M88を開発した。1989年7月には9mm口径のダブルアクションピストルCZ99の開発を開始した。1992年にはM92の開発を終え生産を開始した。また、モーゼル機構を用いた12.7mm長射程ライフルのM93 ブラックアローを開発した。
1991年から1995年にかけてのユーゴスラビア紛争では、国際連合がユーゴスラビアからの武器の輸出入に経済制裁を課したため、生産が減速した。1999年には、NATOの爆撃により工場が被害を受けた。
2005年には、レミントン・アームズとの間で猟銃とスポーツ用の銃を米国、カナダ、メキシコに輸出するための覚書が締結された。2005年から2014年にかけて、ザスタバ・アームズ社は再編を行った。2013年、セルビア政府は防衛産業会社の国に対する債務を企業の株式に転換することを決定し、ザスタバ・アームズ社はその中で最大である8000万ユーロ以上の税金を負担した。しかしその決定の実現は無期限に延期され、ザスタバ・アームズ社はセルビアで最も債務の多い防衛産業会社となった。セルビア政府は防衛産業のニーズに応え、2017年に工場の近代化に970万ユーロを投資した。
2019年1月、米国市場向けのザスタバ製品の独占的輸入・販売を行う代理店となるZastava Arms USAの設立が発表された。

## 製品

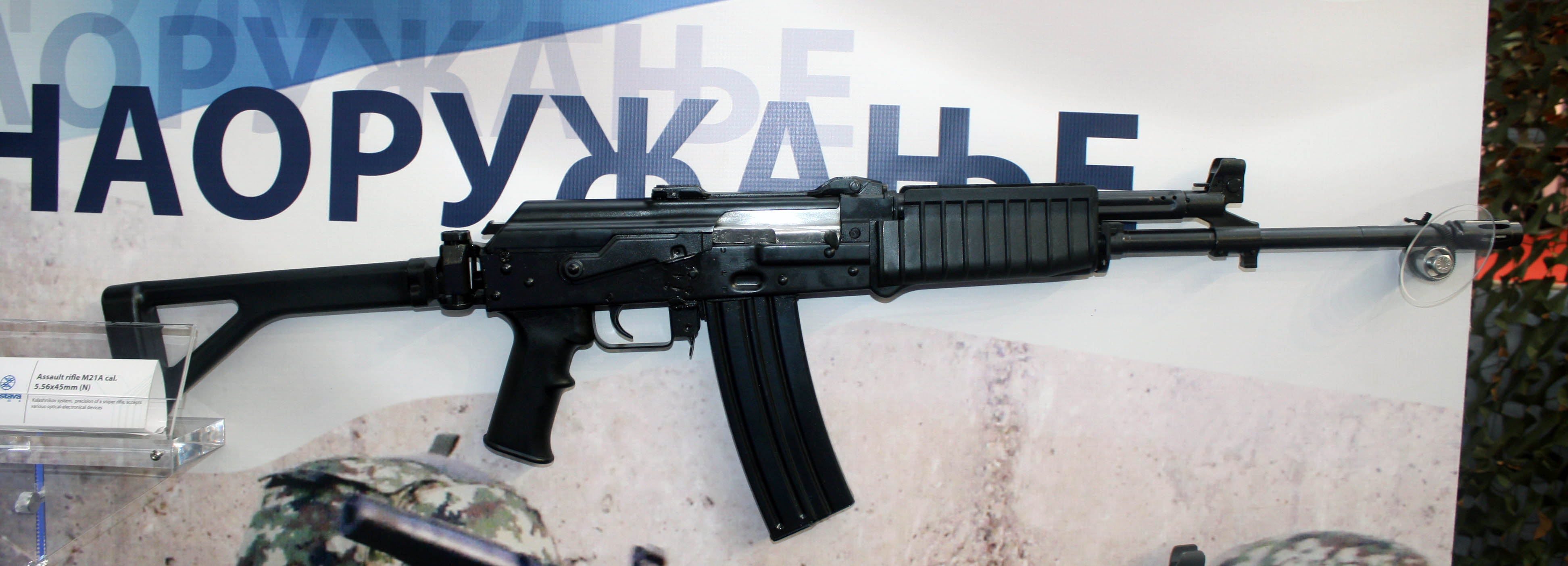
セルビア軍の標準アサルトライフル、M21

- 半自動式スポーツ用ライフル/拳銃: ツァスタバ PAPシリーズ
- ボルトアクションライフル: ツァスタバ M48
- 半自動式ライフル: ツァスタバ M59/66
- サブマシンガン: M56, M97, マスターFLG
- スナイパーライフル: M76, M91, M07, SRX20
- 拳銃: P25, M57/M70A, M70, M88, CZ99, PPZ, M83
- アサルトライフル: M70, M77, M80, M85, M90, M92, M21, M19, M05, M17
- 機関銃:
  - 軽機関銃: M1937, M72, M77, M84
  - 重機関銃: M87, M02
- 対物ライフル: M93 ブラック・アロー, M12 Black Spear

### 対空機関砲
| 名称                  | 種類        | 製造年 | 使用弾薬     | メモ                                                                            |
| --------------------- | ----------- | ------ | ------------ | ------------------------------------------------------------------------------- |
| ザスタバ M55          | 三連装      | 1978–  | 20mm         | イスパノ・スイザ HS.804のライセンス生産。                                       |
| ボフォース 40mm機関砲 | 対空/多目的 | 1978–  | 40mm L/60–70 | レーザーコンピューターを備えたL70バージョンはボフォースのライセンスを受けて製造 |